# Suwo Grło
Suwo Grło (mac. Суво Грло) – wieś w gminie miejskiej Sztip w środkowej Macedonii Północnej.

## Demografia
Według spisu ludności z 2002 we wsi Suwo Grło mieszkało 13 mieszkańców.

### Rasy i pochodzenie
Według wyżej wspomnianych danych we wsi Suwo Grło mieszkało 10 Macedończyków i 3 Wołochów.